# Coriolis (Satellit)
Coriolis (oder auch P98-2) ist die Bezeichnung eines experimentellen Wettersatelliten, der von der US Air Force und dem Office of Naval Research (ONR) im Rahmen des Space Test Programs betrieben wird. Er wurde nach der 1775 entdeckten Corioliskraft benannt.

## Ausstattung

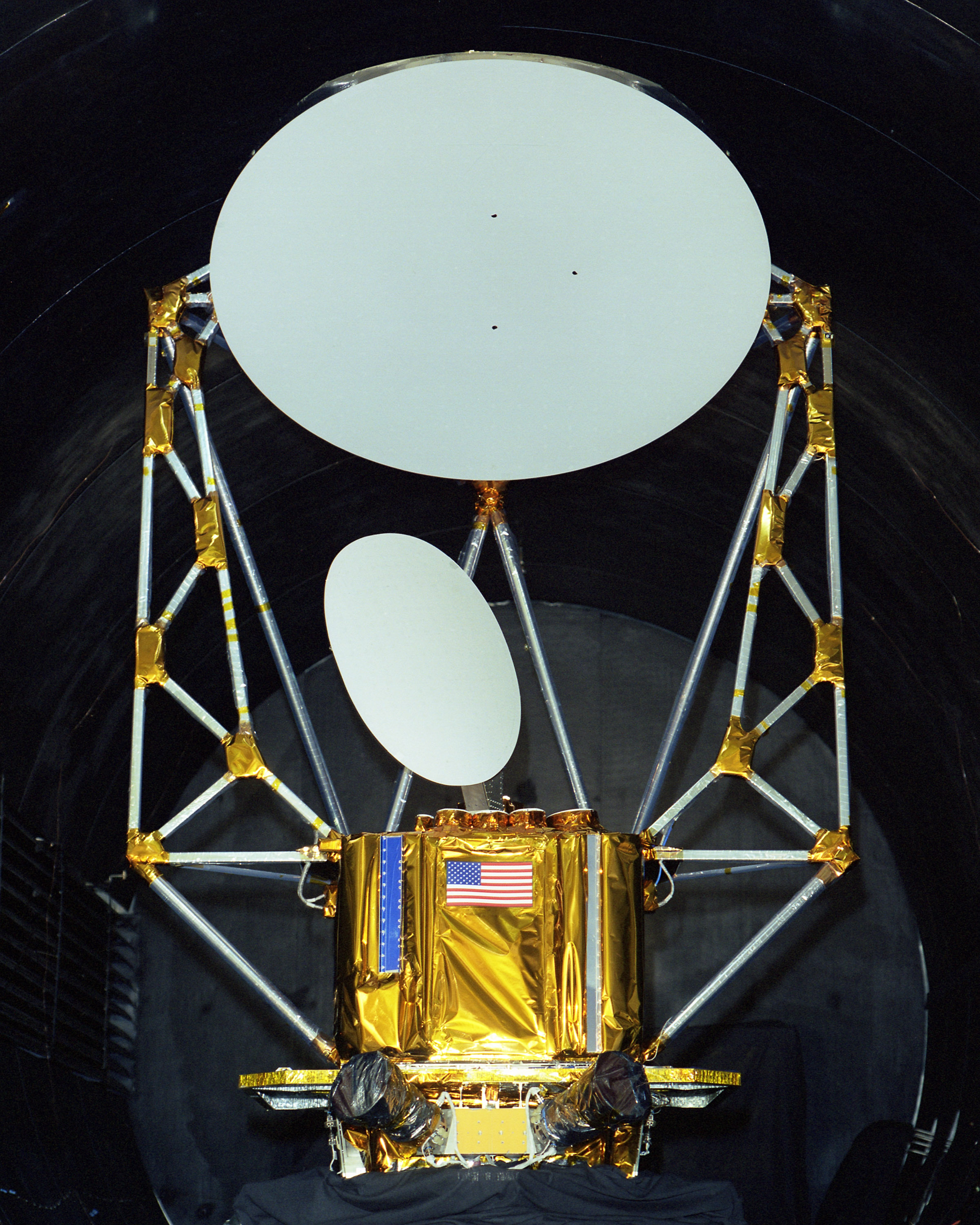
Der Satellitenteil WindSat bei Tests

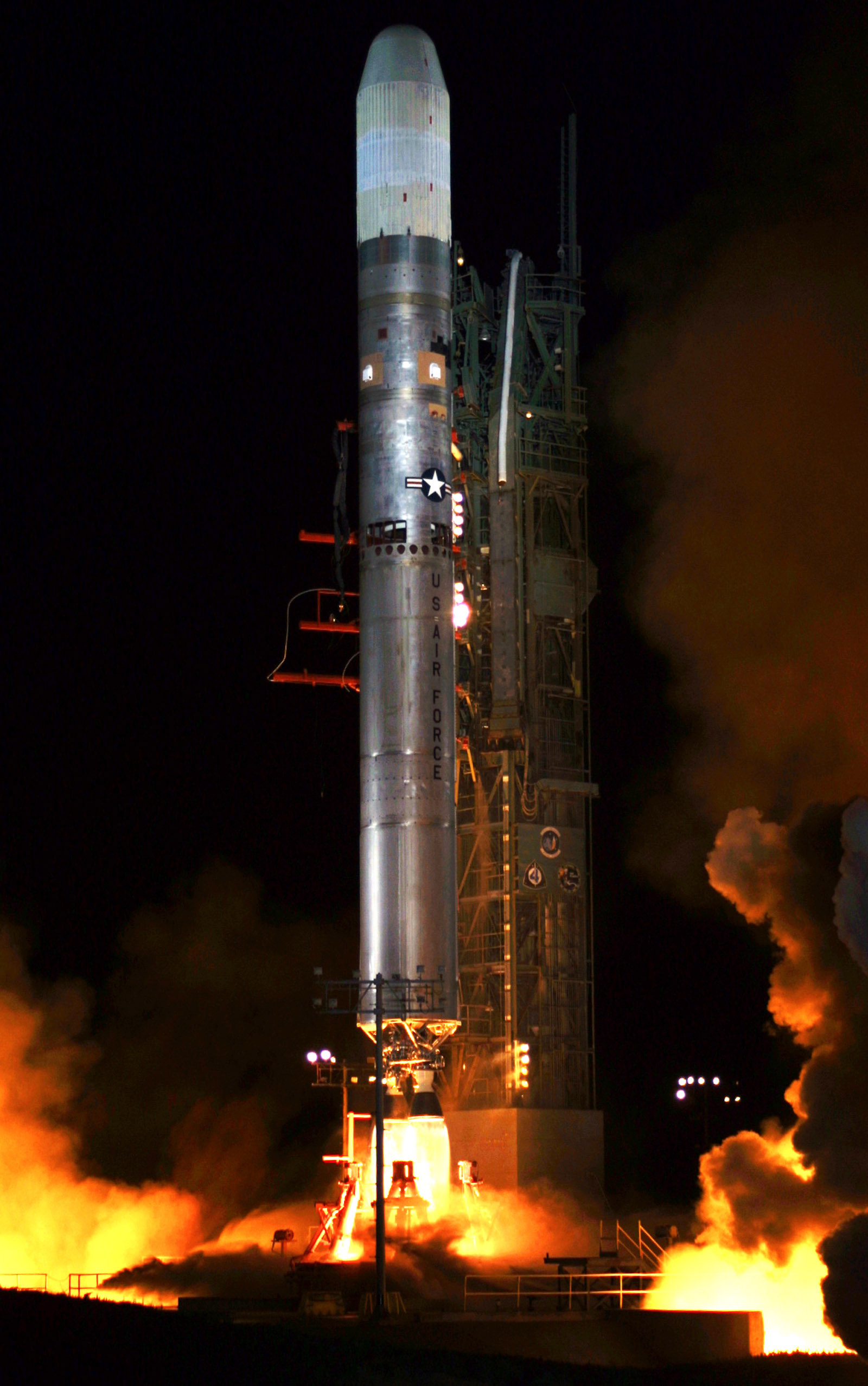
Start von Coriolis auf einer Titan-II-Trägerrakete

Der Satellit wurde auf der Basis des LEOStar-3-Satellitenbusses von Spectrum Astro gebaut. Er wurde entwickelt, um zwei von der Regierung zur Verfügung gestellte Experimentnutzlasten in einer dreijährigen Testmission zu benutzen. Diese sind:
- Ein 305 kg schweres Multifrequenz-Polarimeter (auch WindSat genannt), wo auch ein Radiometer untergebracht ist, welches vom Naval Research Laboratory (NRL) gebaut wurde. Die Aufgabe dieses Experimentes ist es, die Windgeschwindigkeit auf Meereshöhe zu messen. Das Experiment ist oben auf Coriolis montiert.
- Das von der Universität von Birmingham und der Universität von Kalifornien in San Diego gebaute 35 kg schwere Sonnenmassen-Abbildungsgerät (kurz: SMEI) zur Überwachung der Sonnenaktivität.

Eine Besonderheit des Coriolis-Satelliten sind die extrem niedrige Niveaus elektromagnetischer Interferenz in Zusammenarbeit mit dem hochempfindlichen WindSat-Radiometer. Außerdem zeichnet ihn eine Systemstabilität, die 30 Umdrehungen pro Minute standhält, aus.
Der WindSat-Teil erzeugt mit seinem Radar die Daten für den Downlink, während das SMEI Informationen mit seinen drei optischen Kameras sammelt. Befehle und Informationen werden kontinuierlich über eine etwa 1 MB breite Schnittstelle an das Raumfahrzeug übertragen. Daten werden im Massenspeicher gespeichert und anschließend mit bis zu 51,2 Mbit pro Sekunde im X-Band an die Bodenstation übermittelt.

## Missionsverlauf
Coriolis wurde im Juli 2001 an das NRL geliefert, um den Satelliten auf Vibration zu testen. Zur gleichen Zeit wurde die Integration des WindSat-Experiments in das Raumfahrzeug durchgeführt. Der Satellit wurde am 6. Januar 2003 an Bord einer Titan-II-Trägerrakete in eine niedrige Erdumlaufbahn gestartet. Nach über 14 Jahren, was die ursprünglich geplante Lebensdauer deutlich übertrifft, ist er noch immer aktiv.

## Weitere Mission
Eine Nachbildung des WindSat-Experiments sollte 2018 auf einer Falcon-9-Rakete an Bord von ORS 6 gestartet werden. Dieser Plan wurde im Mai 2018 abgesagt.